# Henrik Svensmark
Henrik Svensmark (1958) es un físico del Centro espacial nacional danés en Copenhague. Alcanzó notoriedad por su estudio sobre el efecto de los rayos cósmicos sobre el clima de la Tierra.  
En sus trabajos, afirma que la cantidad de rayos cósmicos que bombardean la Tierra influyen en la formación de nubes, que a su vez son las principales moduladoras del calentamiento global. Dichos trabajos han sido extensamente criticados y desmentidos por la comunidad científica. Por ejemplo, Lockwood et al. concluyen que «la hipótesis de que las nubes y los rayos cósmicos coinciden cada vez menos con las observaciones». Una colaboración hispano-japonesa de expertos en rayos solares y astrofísica concluyó que el cambio en la nubosidad global está estrechamente correlacionado con El Niño-Oscilación del Sur y no con los rayos solares.
El canal Odisea emitió un documental sobre su trabajo con el título "El misterio de las nubes" (The Cloud Mystery) en 2007. 

## Trayectoria
Henrik Svensmark es el director del Centro de investigación climático-solar en el Instituto danés de investigación espacial (DSRI), que a su vez forma parte del Centro espacial nacional danés. Realizó estudios postdoctorales en la Universidad de Berkeley, en el Instituto nórdico de física teórica y en el Niels Bohr Institute.
Svensmark ha publicado 50 artículos científicos,. y es coautor, junto con Nigel Calder, de dos libros de divulgación científica:.
- The Chilling Stars: A New Theory of Climate Change (2003)
- The Chilling Stars: A Cosmic View of Climate Change (2008)

Tras varios intentos, su «teoría cosmoclimatológica» fue publicada, conjuntamente con el físico Eigil Friis-Christensen, en octubre de 2006 por la revista Proceedings de la Royal Society.

### Otras publicaciones
- Henrik Svensmark (1998). «Influence of Cosmic Rays on Earth's Climate». Physical Review Letters 81 (22): 5027-5030. Bibcode:1998PhRvL..81.5027S. doi:10.1103/PhysRevLett.81.5027.

- Henrik Svensmark; Jens Olaf P. Pedersen; Nigel D. Marsh; Martin B. Enghoff; Ulrik I. Uggerhøj (2007). «Experimental evidence for the role of ions in particle nucleation under atmospheric conditions». Proceedings of the Royal Society A: Mathematical, Physical and Engineering Sciences 463 (2078): 385-396. Bibcode:2007RSPSA.463..385S. doi:10.1098/rspa.2006.1773.

- Henrik Svensmark (2007). «Astronomy & Geophysics Cosmoclimatology: a new theory emerges». Astronomy & Geophysics 48 (1): 1.18-1.24. Bibcode:2007A&G....48a..18S. doi:10.1111/j.1468-4004.2007.48118.x.

- Henrik Svensmark; Torsten Bondo; Jacob Svensmark (2009). «Cosmic Ray Decreases Affect Atmospheric Aerosols and Clouds». Geophysical Research Letters 36 (15): L15101. Bibcode:2009GeoRL..3615101S. doi:10.1029/2009GL038429. Archivado desde el original el 28 de septiembre de 2011.

- M.B. Enghoff; J. O. Pepke Pedersen; U. I. Uggerhøj; S. M. Paling; H. Svensmark (2011). «Aerosol nucleation induced by a high energy particle beam». Geophysical Research Letters 38 (9): A33F-0232. Bibcode:2010AGUFM.A33F0232E. doi:10.1029/2011GL047036. Archivado desde el original el 6 de abril de 2019. Consultado el 2 de febrero de 2019.

### Libros
- Svensmark, Henrik; Calder, Nigel (2007). The Chilling Stars: A New Theory of Climate Change. Totem Books. ISBN 978-1-84046-815-1.

- Contribuyó en Die kalte Sonne. Warum die Klimakatastrophe nicht stattfindet (El Sol Frío) × Fritz Vahrenholt y Sebastian Lüning (eds.)[5]